# Adam Diehl
Adam Diehl (* 1810 in Castel; † 5. Juni 1880 in Darmstadt) war ein deutscher Theaterschauspieler.

## Leben
Diehl kam zuerst als Lehrling in eine Druckerei nach Frankfurt am Main, woselbst er sich 1829 entschloss, Schauspieler zu werden. Anfangs wurde er nur im Chor beschäftigt, doch da er sich überaus anstellig zeigte, beschloss man auch seine Verwendung für kleinere Rollen im Schauspiel. Der Künstler, welcher der Frankfurter Bühne, der einzigen, der er je angehörte, weit mehr als 40 Jahre treu blieb, galt als hervorragender Hauptrepräsentant der Frankfurter Lokalstücke. Er verabschiedete sich am 29. und 30. Oktober 1872.